# Cristian «Puas» Pérez
Cristian Iván Pérez González (Ensenada, Baja California; 17 de agosto de 1999), más conocido como Puas Pérez, es un artista marcial mixto mexicano que compite en la división de peso ligero.

## Carrera de artes marciales mixtas

### Carrera temprana
Después de tres años como peleador amateur en los que sumó 4 victorias y 1 derrota, Pérez inició su etapa profesional en la promoción Combate Américas enfrentándose a Saúl Cabrera el 8 de febrero de 2019 en Combate 30: Combate Baja. Puas ganó la pelea por sumisión en el tercer asalto.

### Combate Américas/Global
El siguiente rival de Puas sería Jair Pérez, a quien se enfrentó el 20 de septiembre de 2019 en Combate 44: Mexicali. Ganó la pelea por decisión unánime.
Pérez se enfrentó a Róman López el 21 de febrero de 2020 en Combate 55, ganando la pelea con una estrangulación desnuda (llave que utilizaría en peleas posteriores) en el primer asalto.
En 2021, Pérez marcaría su -hasta ahora- mejor récord al ganar cinco de seis peleas en ese año. Sus tres primeros duelos los ganó por sumisión; el primero contra Geraldo Almonte el 23 de abril en una pelea de reserva del torneo de peso ligero tomándole 29 segundos en ganar, el segundo ante Brian del Rosario el 21 de mayo, y el tercero frente a Dumar Roa el 10 de septiembre.
El 12 de noviembre de 2021 en Combate Global: USA vs. Mexico, tuvo un par de victorias ante Alfrego Ruelas (nocaut técnico en el primer asalto) y Patrick Lehane (decisión unánime); sin embargo, el invicto de Puas llegó a su fin tras ser derrotado por Enrique González por decisión unánime.
Pérez se enfrentó a Sebas Guedes el 22 de abril de 2022 en la pelea estelar de Combate Global: Pérez vs. Guedes, ganando por decisión unánime. Más adelante, obtuvo otras dos victorias ante Samuel Alvárez el 5 de agosto por sumisión en el segundo asalto y Gilber Ordóñez el 18 de noviembre por nocaut en el primer asalto.
El 18 de junio de 2023, Pérez se enfrentó a Bruno Cannetti en la estelar, llevándose la victoria por nocaut en el primer asalto. Su siguiente pelea fue ante Sebastián Piedrahita el 2 de diciembre, ganando por nocaut técnico en el segundo asalto. Durante ese año, se anunció que Pérez había renovado su contrato con la promoción bajo un acuerdo de múltiples peleas.

## Récord en artes marciales mixtas
| Récord profesional | Récord profesional | Récord profesional |
| 14 peleas          | 13 victorias       | 1 derrota          |
| ------------------ | ------------------ | ------------------ |
| Nocaut             | 4                  | 0                  |
| Sumisión           | 6                  | 0                  |
| Decisión           | 3                  | 1                  |

| Resultado | Récord | Oponente             | Método                        | Evento                                                   | Fecha                    | Ronda | Tiempo | Localización   | Notas |
| --------- | ------ | -------------------- | ----------------------------- | -------------------------------------------------------- | ------------------------ | ----- | ------ | -------------- | ----- |
| Victoria  | 13–1   | Sebastian Piedrahita | TKO (golpes)                  | Combate Global: Pérez vs. Piedrahita                     | 2 de diciembre de 2023   | 2     | 0:17   | Miami, Florida |       |
| Victoria  | 12–1   | Bruno Cannetti       | KO (golpe)                    | Combate Global: Pérez vs. Cannetti                       | 18 de junio de 2023      | 1     | 1:26   | Miami, Florida |       |
| Victoria  | 11–1   | Gilber Ordóñez       | Sumisión (arm-triangle choke) | Combate Global: Pérez vs Ordóñez                         | 18 de noviembre de 2022  | 2     | 3:26   | Miami, Florida |       |
| Victoria  | 10–1   | Samuel Alvárez       | KO (golpe)                    | Combate Global: Diaz vs. Amaro                           | 5 de agosto de 2022      | 3     | 3:14   | Miami, Florida |       |
| Victoria  | 9–1    | Sebas Guedes         | Decisión (unánime)            | Combate Global: Pérez vs. Guedes                         | 22 de abril de 2022      | 3     | 5:00   | Miami, Florida |       |
| Derrota   | 8–1    | Enrique González     | Decisión (unánime)            | Combate Global: USA vs. Mexico                           | 12 de noviembre de 2021  | 3     | 5:00   | Miami, Florida |       |
| Victoria  | 8–0    | Patrick Lehane       | Decisión (unánime)            | Combate Global: USA vs. Mexico                           | 12 de noviembre de 2021  | 1     | 5:00   | Miami, Florida |       |
| Victoria  | 7–0    | Alfrego Ruelas       | TKO (golpes)                  | Combate Global: USA vs. Mexico                           | 12 de noviembre de 2021  | 1     | 2:49   | Miami, Florida |       |
| Victoria  | 6–0    | Dumar Roa            | Sumisión (rear-naked choke)   | Combate Global: Pérez vs. Roa                            | 10 de septiembre de 2021 | 1     | 3:30   | Miami, Florida |       |
| Victoria  | 5–0    | Brian Del Rosario    | Sumisión (rear-naked choke)   | Combate Global: Pérez vs. Del Rosario                    | 21 de mayo de 2021       | 1     | 2:49   | Miami, Florida |       |
| Victoria  | 4–0    | Geraldo Almonte      | Sumisión (heel hook)          | Combate Global 2021: Lightweight Championship Tournament | 23 de abril de 2021      | 1     | 0:29   | Miami, Florida |       |
| Victoria  | 3–0    | Román López          | Sumisión (rear-naked choke)   | Combate Americas 55: Garcia vs. Bandenay                 | 21 de febrero de 2020    | 1     | 3:02   | Mexicali       |       |
| Victoria  | 2–0    | Jair Pérez           | Decisión (unánime)            | Combate Americas: Garcia vs. Gonzalez                    | 20 de septiembre de 2019 | 3     | 5:00   | Mexicali       |       |
| Victoria  | 1–0    | Saúl Cabrera         | Sumisión (rear-naked choke)   | Combate 30: Combate Baja                                 | 8 de febrero de 2019     | 3     | 2:31   | Mexicali       |       |